# Washington Open 2010 - Qualificazioni singolare
Le qualificazioni del singolare al Washington Open 2010 sono state un torneo di tennis preliminare per accedere alla fase finale della manifestazione. I vincitori dell'ultimo turno sono entrati di diritto nel tabellone principale. In caso di ritiro di uno o più giocatori aventi diritto a questi sono subentrati i lucky loser, ossia i giocatori che hanno perso nell'ultimo turno ma che avevano una classifica più alta rispetto agli altri partecipanti che avevano comunque perso nel turno finale.
Le qualificazioni del Washington Open 2010 prevedevano 24 partecipanti di cui 6 sono entrati nel tabellone principale.

## Teste di serie
1. Kevin Anderson (ultimo turno)
2. Michael Russell (ultimo turno)
3. Brian Dabul (Qualificato)
4. Donald Young (ultimo turno)
5. Somdev Devvarman (ultimo turno)
6. Ryan Sweeting (Qualificato)

1. Igor' Kunicyn (Qualificato)
2. Grega Žemlja (Qualificato)
3. Greg Jones (primo turno)
4. Kevin Kim (Qualificato)
5. Igor Sijsling (ultimo turno)
6. Kei Nishikori (Qualificato)

## Qualificati
1. Kei Nishikori
2. Igor' Kunicyn
3. Brian Dabul

1. Grega Žemlja
2. Kevin Kim
3. Ryan Sweeting

## Tabellone

### Legenda
| - Q = Qualificato - WC = Wild card - LL = Lucky loser | - ALT = Alternate - SE = Special Exempt - PR = Protected Ranking | - w/o = Walkover - r = Ritirato - d = Squalificato |

### Sezione 1
|  | Primo turno | Primo turno          | Primo turno          | Primo turno | Primo turno |  |  | Ultimo turno | Ultimo turno   | Ultimo turno | Ultimo turno | Ultimo turno |  |
|  |             |                      |                      |             |             |  |  |              |                |              |              |              |  |
|  | 1           | Kevin Anderson       | Kevin Anderson       | 7           | 6           |  |  |              |                |              |              |              |  |
|  |             | Ivo Klec             | Ivo Klec             | 610         | 4           |  |  | 1            | Kevin Anderson | 6            | 64           | 4            |  |
|  | 12          | Kei Nishikori        | Kei Nishikori        | 6           | 6           |  |  | 12           | Kei Nishikori  | 4            | 7            | 6            |  |
|  |             | Junior Alexander Ore | Junior Alexander Ore | 3           | 1           |  |  |              |                |              |              |              |  |

### Sezione 2
|  | Primo turno | Primo turno        | Primo turno        | Primo turno | Primo turno |  |  | Ultimo turno | Ultimo turno    | Ultimo turno    | Ultimo turno | Ultimo turno |  |
|  |             |                    |                    |             |             |  |  |              |                 |                 |              |              |  |
|  | 2           | Michael Russell    | Michael Russell    | 6           | 6           |  |  |              |                 |                 |              |              |  |
|  |             | Richard Bloomfield | Richard Bloomfield | 2           | 1           |  |  | 2            | Michael Russell | Michael Russell | 3            | 4            |  |
|  | 7           | Igor' Kunicyn      | Igor' Kunicyn      | 6           | 7           |  |  | 7            | Igor' Kunicyn   | Igor' Kunicyn   | 6            | 6            |  |
|  |             | Benjamin Balleret  | Benjamin Balleret  | 0           | 65          |  |  |              |                 |                 |              |              |  |

### Sezione 3
|  | Primo turno | Primo turno   | Primo turno   | Primo turno | Primo turno |  |  | Ultimo turno | Ultimo turno  | Ultimo turno  | Ultimo turno | Ultimo turno |  |
|  |             |               |               |             |             |  |  |              |               |               |              |              |  |
|  | 3           | Brian Dabul   | 5             | 6           | 6           |  |  |              |               |               |              |              |  |
|  |             | Devin Britton | 7             | 2           | 2           |  |  | 3            | Brian Dabul   | Brian Dabul   | 6            | 6            |  |
|  | 11          | Igor Sijsling | Igor Sijsling | 6           | 7           |  |  | 11           | Igor Sijsling | Igor Sijsling | 0            | 0            |  |
|  |             | John Millman  | John Millman  | 1           | 68          |  |  |              |               |               |              |              |  |

### Sezione 4
|  | Primo turno | Primo turno    | Primo turno    | Primo turno | Primo turno |  |  | Ultimo turno | Ultimo turno | Ultimo turno | Ultimo turno | Ultimo turno |  |
|  |             |                |                |             |             |  |  |              |              |              |              |              |  |
|  | 4           | Donald Young   | Donald Young   | 6           | 6           |  |  |              |              |              |              |              |  |
|  |             | Michael Shabaz | Michael Shabaz | 4           | 2           |  |  | 4            | Donald Young | Donald Young | 2            | 4            |  |
|  | 8           | Grega Žemlja   | Grega Žemlja   | 6           | 7           |  |  | 8            | Grega Žemlja | Grega Žemlja | 6            | 6            |  |
|  |             | Marius Copil   | Marius Copil   | 4           | 64          |  |  |              |              |              |              |              |  |

### Sezione 5
|  | Primo turno | Primo turno      | Primo turno      | Primo turno | Primo turno |  |  | Ultimo turno | Ultimo turno     | Ultimo turno | Ultimo turno | Ultimo turno |  |
|  |             |                  |                  |             |             |  |  |              |                  |              |              |              |  |
|  | 5           | Somdev Devvarman | Somdev Devvarman | 6           | 6           |  |  |              |                  |              |              |              |  |
|  |             | Denis Kudla      | Denis Kudla      | 1           | 1           |  |  | 5            | Somdev Devvarman | 6            | 4            | 1            |  |
|  | 10          | Kevin Kim        | Kevin Kim        | 6           | 6           |  |  | 10           | Kevin Kim        | 3            | 6            | 6            |  |
|  |             | Noam Okun        | Noam Okun        | 2           | 2           |  |  |              |                  |              |              |              |  |

### Sezione 6
|  | Primo turno | Primo turno        | Primo turno        | Primo turno | Primo turno |  |  | Ultimo turno | Ultimo turno  | Ultimo turno  | Ultimo turno | Ultimo turno |  |
|  |             |                    |                    |             |             |  |  |              |               |               |              |              |  |
|  | 6           | Ryan Sweeting      | Ryan Sweeting      | 7           | 6           |  |  |              |               |               |              |              |  |
|  |             | Alex Bogomolov Jr. | Alex Bogomolov Jr. | 5           | 2           |  |  | 6            | Ryan Sweeting | Ryan Sweeting | 6            | 6            |  |
|  |             | Greg Jones         | Greg Jones         | 6           | 6           |  |  |              | Greg Jones    | Greg Jones    | 4            | 4            |  |
|  | 9           | Carlos Salamanca   | Carlos Salamanca   | 3           | 4           |  |  |              |               |               |              |              |  |